# Кинтиничи (Њамц)
Кинтиничи (рум. Chintinici) насеље је у Румунији у округу Њамц у општини Рознов. Oпштина се налази на надморској висини од 268 m.

## Становништво
Према подацима из 2002. године у насељу је живело 988 становника, од којих су сви румунске националности.